# James Stuart (homme politique)
Pour les articles homonymes, voir James Stuart et Stuart.
James Stuart, 1er baronnet d'Oxford, né le 2 mars 1780 à Fort Hunter et mort le 14 juillet 1853 à Québec, est un avocat, un juge et un homme politique bas-canadien.

## Biographie

### Jeunesse et études
Fils de John Stuart et de Jane Okill, il est né en 1780 à Fort Hunter, dans la province de New York. Il étudie à l'Université de King's College à Windsor en Nouvelle-Écosse, pour ensuite apprendre le droit au Bas-Canada en compagnie de John Reid à Montréal, de 1794 à 1798, puis avec Jonathan Sewell à Québec, de 1798 à 1800. Il obtient le droit de pratiquer en 1801.

### Avocat
James Stuart est secrétaire particulier de Robert Shore Milnes, lieutenant-gouverneur du Bas-Canada. En 1805, il devient solliciteur général de la province. Il est démis de ces fonctions en mai 1809. Mais de 1825 à 1832, il est procureur général du Bas-Canada.

### Politique
Stuart est élu à la Chambre d'assemblée du Bas-Canada pour Montréal-Est en 1808, et est réélu en 1809. En 1810, il est battu aux urnes, mais remporte l'élection pour le comté de Montréal et devient le chef du Parti Canadien, en remplacement de Pierre-Stanislas Bédard. En 1814, il est élu pour les comtés de Montréal et Buckingham mais choisit de servir Montréal.
Il meurt à Québec, le 14 juillet 1853. Ses obsèques sont célébrés à la cathédrale de la Sainte-Trinité de Québec, le 16 juillet suivant, et il est inhumé au cimetière St. Matthew.